# Jorge Valderrama
Jorge Valderrama (12 dicembre 1906 – 1968) è stato un calciatore boliviano, di ruolo centrocampista.

## Carriera
Partecipò al Mondiale del 1930 con la Nazionale boliviana.